# War News from Mexico
War News from Mexico (englisch), übersetzt „Kriegsnachrichten aus Mexiko“, ist der Titel eines Genrebildes und Hauptwerkes des US-amerikanischen Malers Richard Caton Woodville. Das Gruppenbild zeigt Bewohner einer US-amerikanischen Kleinstadt bei der Lektüre eines Berichts über den Mexikanisch-Amerikanischen Krieg aus einem Groschenblatt. Das Gemälde, dessen Inhalt als Gesellschaftskritik am Zustand der Vereinigten Staaten gedeutet wird, entstand 1848 in Düsseldorf und führt im Duktus der Düsseldorfer Malerschule verschiedene soziale und Charaktertypen sowie ihre jeweilige Wahrnehmung eines politischen Ereignisses vor.

## Beschreibung und Bedeutung
Im verwitterten Antebellum-Portikus eines Kleinstadthotels namens American Hotel, das ausweislich weiterer Beschilderung auch als Postamt und Kneipe fungiert und vielleicht im damaligen Grenzland der Vereinigten Staaten zu Mexiko liegt, aber durchaus in anderen Gegenden der Vereinigten Staaten verortet werden könnte, nimmt eine Gruppe von Männern die Kriegsberichterstattung aus dem Mexikanisch-Amerikanischen Krieg auf. In diesem Krieg waren die Vereinigten Staaten bestrebt, auf den ideologischen Grundlagen des Amerikanischen Exzeptionalismus und der Manifest-Destiny-Doktrin, die von US-Präsident James K. Polk vertreten wurde, ihr Staatsgebiet auf damals mexikanisches Territorium nach Westen bis an den Pazifischen Ozean auszudehnen. Dieses expansionistische Kriegsziel wurde mit dem Vertrag von Guadalupe Hidalgo am 2. Februar 1848 erreicht.
Die Reaktion der bürgerlich gekleideten Männer, die die Nachricht vom Erfolg der US-amerikanischen Streitkräfte erhalten, möglicherweise die Siegesmeldung über die Schlacht von Chapultepec, deckt eine gewisse Spannbreite ab. Darin deutete der Maler die Tatsache an, dass der Krieg gegen Mexiko in den Vereinigten Staaten ein durchaus umstrittenes Politikum war. Eine bekannte Persönlichkeit, die gegen „Mr. Polk’s War“ gar mit Steuerverweigerung protestierte und dafür ins Gefängnis musste, war der US-amerikanische Schriftsteller und Philosoph Henry David Thoreau. 1848 verlas Thoreau das Manuskript Über die Pflicht zum Ungehorsam gegen den Staat. 1849 wurde es veröffentlicht und gilt seither als Manifest des zivilen Ungehorsams.
Mit Detailrealismus schilderte der Maler die Rezipienten des Groschenblatts: Der die Zeitung vor sich haltende, aus ihr laut vorlesende Mann mit grauem Zylinder in der Mitte der Figurengruppe hat die Augen vor Erstaunen aufgerissen. Einen für den Empfang einer Sensation typischen Gesichtsausdruck zeigen auch zwei Männer, die dem Zylinderträger über die Schulter in das Groschenblatt schauen. Der ältere von ihnen richtet mit starkem Interesse seine Brille, um den Text besser lesen zu können; der jüngere schwingt zum Ausdruck der Freude gar den Hut. Mit deutlich geringerem Enthusiasmus nimmt ein offenbar schwerhöriger Greis mit gelbem Hut, dessen Kniebundhose ihn als Vertreter einer Generation aus der Zeit der Amerikanischen Revolution ausweist, die Nachrichten auf, die ihm von einem neben ihm Sitzenden ins Ohr gesprochen werden. Es wird angenommen, dass diese Figur dem Großonkel des Malers nachgebildet ist, Charles Woodville (1763–1845), der Baumwollhändler, Geologe und Namensgeber der Stadt Catonsville war und 1787 eine Tochter Charles Carrolls, eines der Gründerväter der Vereinigten Staaten, geheiratet hatte.

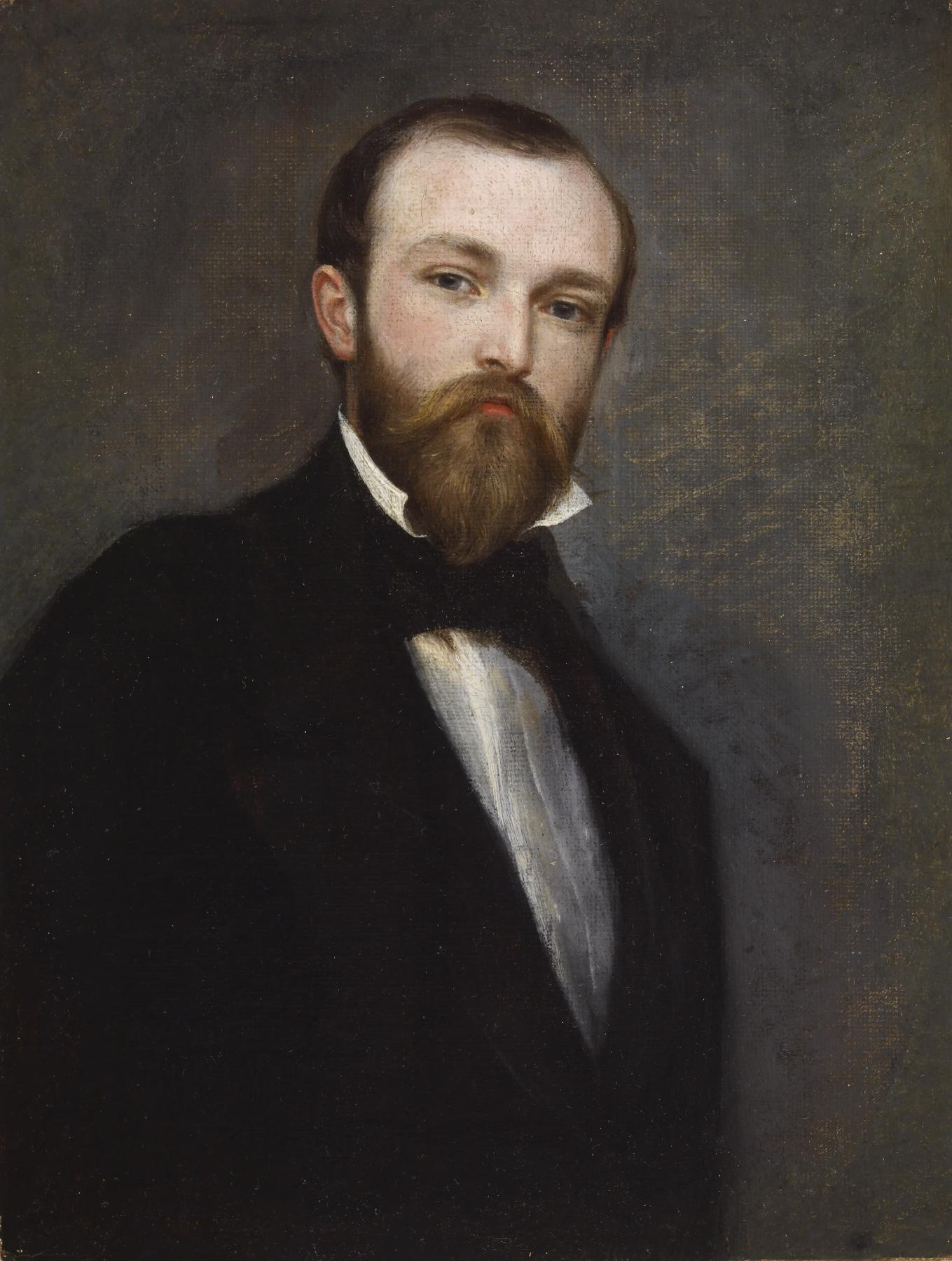
Richard Caton Woodville, Selbstporträt, 1840er Jahre

Als Außenseiter porträtierte der Maler zwei Afroamerikaner, einen auf einer Treppenstufe sitzenden Mann mit rotem Hemd, aufgekrempelter Arbeitshose und staubigen Schuhen sowie ein barfüßiges Mädchen mit geschorenem Kopfhaar. Ausgestattet mit Strohhut, Krug und Holzeimer, Attributen der Land- und Hilfsarbeit, stellen sie offenbar Sklaven dar und repräsentieren im Kontext des Bildthemas die durch die mexikanischen Gebietsabtretungen hochaktuell gewordene Frage der Ausbreitung der Sklaverei in den Vereinigten Staaten bis in den amerikanischen Westen. Die Lumpen, die das Mädchen als Kleidung trägt, seine geschorenen Haare und seine Barfüßigkeit verweisen auf die Armut dieser sozialen Gruppe und damit auf den Pauperismus und die soziale Frage. Zum Zeichen ihrer weitgehenden gesellschaftlichen Exklusion bildete der Maler die Schwarzen am Rande der Figurengruppe und außerhalb des bühnenartigen Raums des Portikus ab. Ihre niedrige Stellung kommt auch dadurch zum Ausdruck, dass sie auf dem nackten Erdboden bzw. auf der untersten Stufe des Gebäudes platziert sind. Ihre Mimik und Körperhaltung deuten darauf, dass sie die Reaktion der Zeitungsleser beobachten. Ob sie sie auch verstehen, bleibt offen. Auch die ältere Frau, die am linken Bildrand aus dem Fenster schaut, ist nur eine Zuschauerin des Geschehens. Nach der vom Maler intendierten Bildaussage ist sie ebenfalls marginalisiert, mangels Frauenwahlrecht ist ihr die politische Mitwirkung verwehrt.
Das Groschenblatt, das der Maler im Mittelpunkt der Bildszene dargestellt hat, war ein seit den 1830er Jahren aufkommendes, auflagenstarkes Druckerzeugnis der sogenannten „penny presses“, das wegen seiner Erschwinglichkeit von breiten Bevölkerungsschichten in den Vereinigten Staaten gelesen wurde und das für deren politisches System eine hohe Bedeutung hatte, weil es zur Politisierung und zur Bildung einer öffentlichen Meinung entscheidend beitrug. Das in den Zeitungen neuerdings vertretene Genre der Kriegsberichterstattung, das ihnen hohe Auflagen und damit Gewinne ermöglichte, wurde perfektioniert durch „embedded journalists“. Der Mexikanisch-Amerikanische Krieg war der erste US-amerikanische Krieg, der durch solche Berichterstatter, die nahezu tagesaktuelle Meldungen lieferten, begleitet wurde.
Der bühnenhafte Raum des Portikus, mit dem der Maler die männlichen weißen Teilnehmer der politischen Meinungsbildung symbolisch umfasste und von den schwarzen und weiblichen Außenseitern trennte, ist überschrieben mit dem Namen American Hotel. In diesen Namen ist der American Eagle als Wappentier der Vereinigten Staaten eingefügt. Durch die Wahl des Bildausschnitts wird das Namensschild des Hotels schräg angeschnitten, so dass sich der volle Name des Hotels und der in der Mitte dargestellte Adler erst nach genauerem Hinsehen erschließen. Im Zusammenhang der Bildaussagen ist dieser Name und die Art seiner Präsentation nicht bloß eine Darstellung des Kleinstadthotels. Vielmehr deuten das Bild und die darin eingesetzten Stilmittel darauf hin, dass der Maler unter diesem Titel versuchte, in einem Gruppenporträt von unterschiedlichen, jedoch repräsentativen sozialen Typen in einer Alltagssituation ein „Sittenbild“ der US-amerikanischen Gesellschaft einschließlich der sozialen, kulturellen und politischen Konflikte der Zeit des Antebellum zu zeichnen. Der verwitterte Zustand des hölzernen Portikus und das in die Jahre gekommene Etablissement, dem er als Eingang und klassizistisches Architekturelement dient, ist als symbolischer Hinweis auf die vom Maler als instabil und erneuerungsbedürftig empfundene Situation des „Überbaus“, des gesellschaftlichen und politischen Systems der Vereinigten Staaten, zu verstehen.

## Entstehung, Rezeption und Provenienz

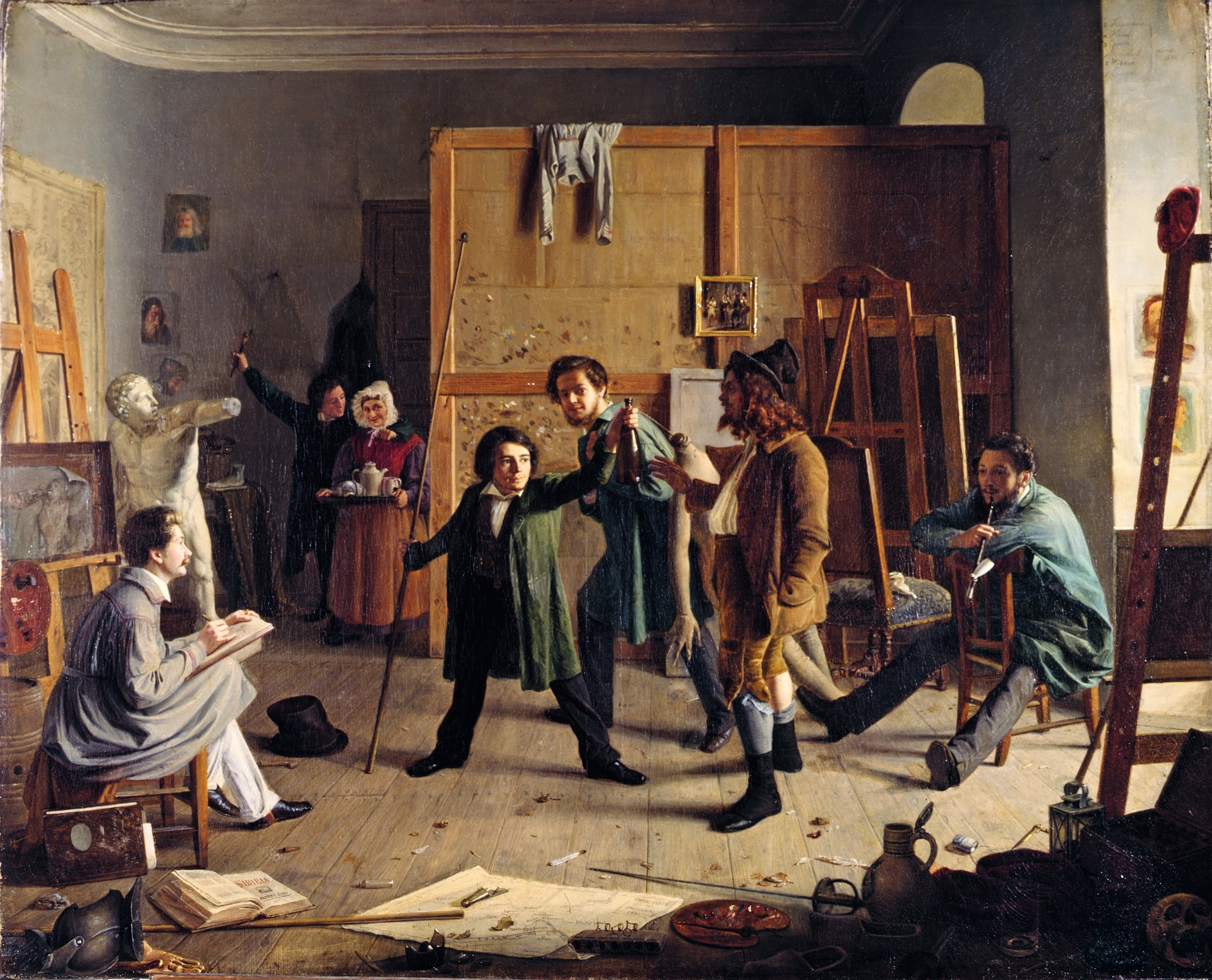
Atelierszene, 1836

Arbeiter vor dem Magistrat, 1848

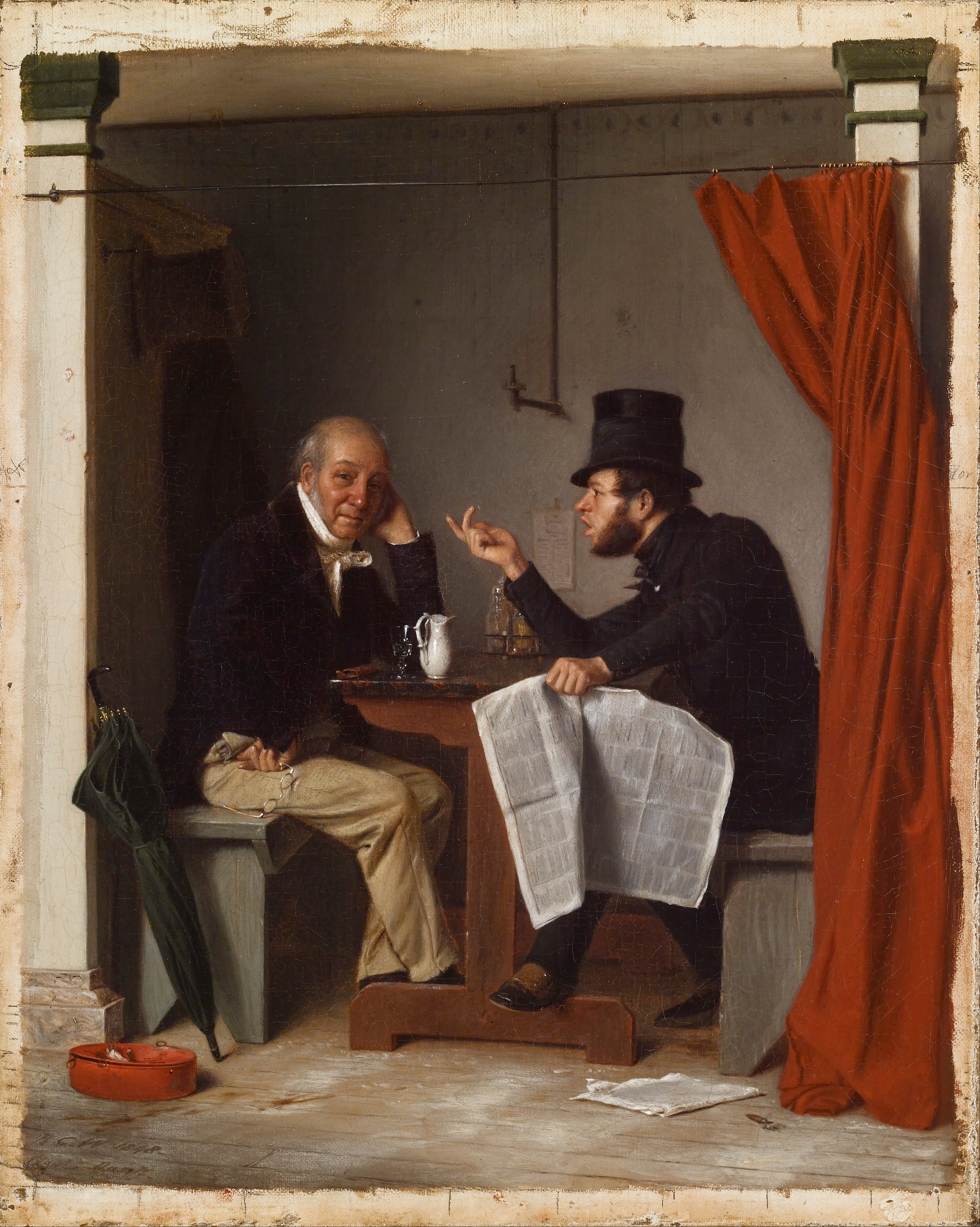
Politics in an Oyster House, 1848

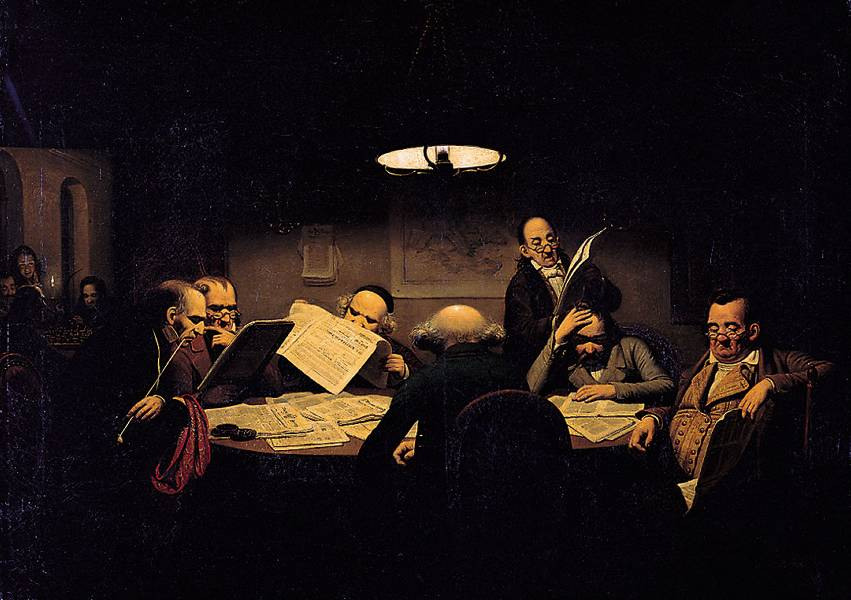
Das Lesekabinett, 1843

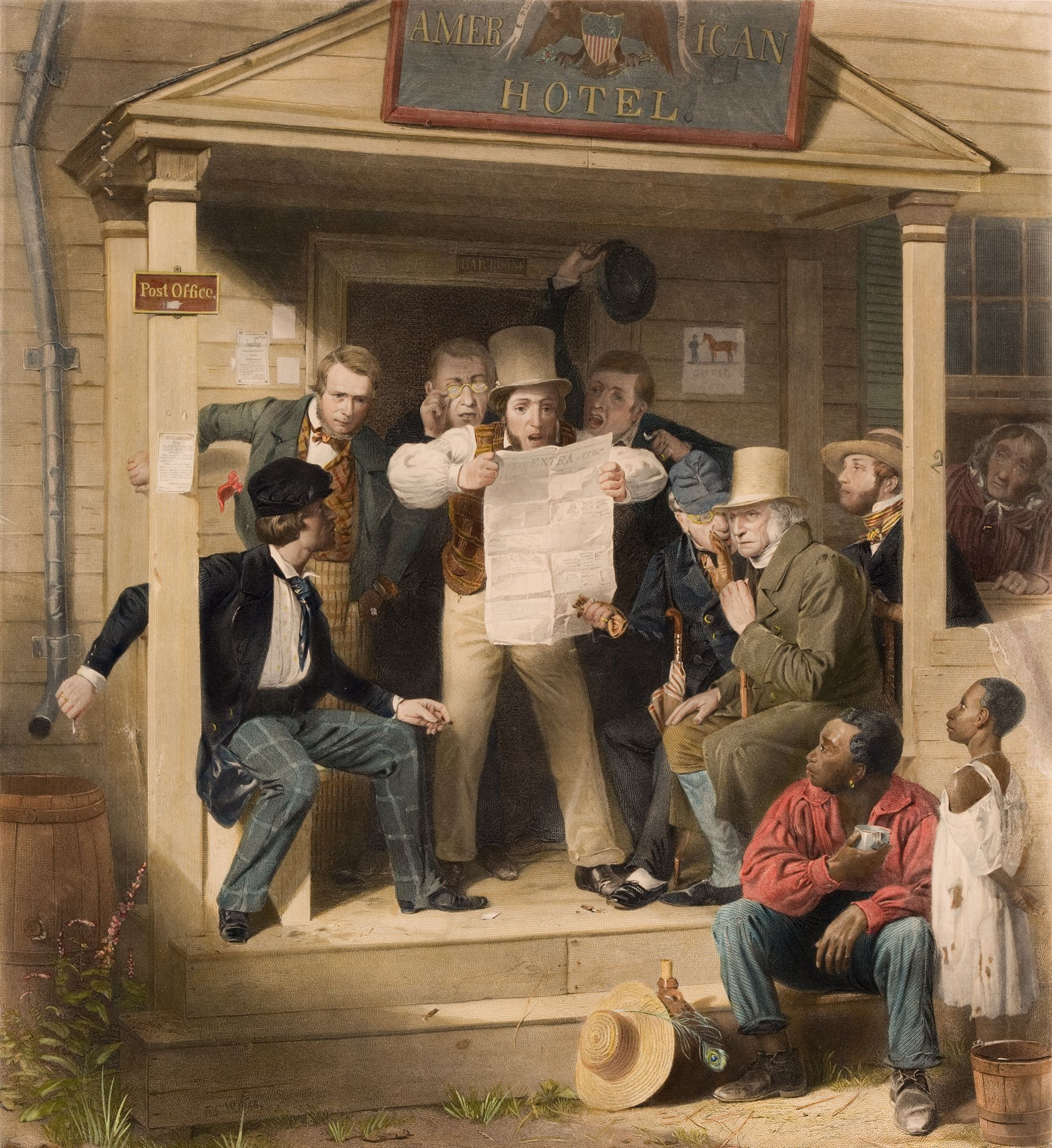
Mexican News, handkolorierte Lithografie von Alfred Jones, 1851, Autry Museum of Western Heritage, Los Angeles

Das Bild entstand im Jahr 1848 in Düsseldorf, seinerzeit politisches und kulturelles Zentrum der Rheinprovinz im Königreich Preußen. Dort existierte in der Mitte des 19. Jahrhunderts eine größere Kolonie amerikanischer Maler, die sich an der Kunstakademie Düsseldorf und im Milieu der Düsseldorfer Malerschule künstlerisch ausbildeten. Der Schöpfer dieses Bildes, Richard Caton Woodville, ältester Sohn aus einer angesehenen Familie aus Baltimore, lebte seit 1845 mit seiner Frau in dieser Stadt. 1845 bekamen sie dort einen Sohn, 1848 eine Tochter.
Nach kurzem Besuch der Kunstakademie wurde Woodville Privatschüler des Historienmalers Karl Ferdinand Sohn. Sein bedeutendstes künstlerisches Vorbild war jedoch der Düsseldorfer Genremaler Johann Peter Hasenclever. Durch Beitritt zur Künstlervereinigung „Crignic“ lernten sich beide ab 1846 näher kennen. Hasenclevers erzählerische,  ironisch und gesellschaftskritisch akzentuierte Bildkonzepte, etwa das der Atelierszene von 1836 oder das der Arbeiter vor dem Magistrat von 1848, mit denen dieser durch sorgfältig und detailreich komponierte, auf Kontrastwirkungen aufbauende „Schnappschüsse“ von Menschen in signifikanten Lebenssituationen politische oder soziale Aussagen im Sinne der Kunst des Realismus und der sozialkritischen „Tendenzmalerei“ entwickelte, nahm Woodville mit Interesse auf und versuchte sie mit Themen, die für den US-amerikanischen Markt geeignet waren, zu adaptieren.
Ähnlich der Auftragsarbeit Politics in an Oyster House, die er ebenfalls 1848 in Düsseldorf malte, thematisierte Woodville in den War News from Mexico das Entstehen einer öffentlichen Meinung durch Zeitungsmedien und unterschiedliche Haltungen, die die Träger der öffentlichen Meinung zu den Informationen einnehmen. Anders als Hasenclevers 1843 entstandenes Genrebild Das Lesekabinett, das die Zeitungsleser in der biedermeierlichen Ruhe und Intimität eines stillen abendlichen Interieurs zeigt, porträtierte Woodville seine Zeitungsleser als ein von einer Sensation aufgerütteltes Publikum im öffentlichen Raum. Aber ähnlich den Figuren in Hasenclevers Genrebildern differenzierte und psychologisierte Woodville die dargestellten Personen als Charaktertypen.
1849 wurde Woodvilles War News from Mexico in den Vereinigten Staaten von der American Art-Union ausgestellt. Neben etwa  George Caleb Bingham gehörte Woodville zu den bevorzugten Künstlern dieses Kunstvereins. Unter dem Titel Mexican News wurden Stiche von Alfred Jones (1819–1900) als Reproduktion dieses Bildes im Wege der Subskription an tausende Mitglieder der American Art-Union vertrieben. So wurde das Motiv bald außerordentlich populär.
Das Gemälde gelangte 1849 in Privatbesitz und 1897 in die Sammlung der National Academy of Design, New York City. 1994 wurde es Teil der Manoogian Collection und von der Richard and Jane Manoogian Foundation an die National Gallery of Art in Washington, D.C. verliehen. Seit 2004 befindet es sich in der Sammlung des Crystal Bridges Museum of American Art, Bentonville, Arkansas.